# Crepis occidentalis
Crepis occidentalis es una especie de planta herbácea perteneciente a la familia de las asteráceas. Es originaria del oeste de los Estados Unidos, donde crece en varios tipos de hábitat.

## Descripción
Es una planta herbácea perenne que crece con un tallo gris ramificado y lanoso con cerca de 40 centímetros de altura desde una raíz profunda. Las hojas son dentadas hojas lanosas tienen hasta 30 centímetros de largo en la base de la planta. La inflorescencia produce varios capítulos de flores con vello, a menudo con brácteas glandulares  y muchas flores liguladas amarillas. El fruto es un aquenio con un volante vilano en la punta.

## Sinonimia
- Psilochenia occidentalis (Nutt.) Nutt.[2]